# Robert De Niro
Robert Anthony De Niro (Nova Iorque, 17 de agosto de 1943) é um ator, produtor e cineasta ítalo-americano. Conhecido por suas parcerias com o cineasta Martin Scorsese, já recebeu diversos prêmios, incluindo dois Oscars, um Globo de Ouro, o Prêmio Cecil B. DeMille e um prêmio Screen Actors Guild Life Achievement. Em 2009, De Niro recebeu o Prêmio Kennedy e ganhou a Medalha Presidencial da Liberdade do ex-presidente Barack Obama em 2016.
Seus primeiros grandes papéis foram nos filmes Bang the Drum Slowly (br: A Última Batalha de um Jogador) e Mean Streets (br: Caminhos Perigosos, pt: Os Cavaleiros do Asfalto), ambos de 1973. Em 1974, ele atuou no clássico The Godfather: Part II (br: O Poderoso Chefão: Parte II, pt: O Padrinho: Parte 2) como o jovem Vito Corleone, papel pela qual ganhou o Oscar de Melhor Ator Coadjuvante.
De Niro é conhecido por sua longa e aclamada colaboração com o diretor Martin Scorsese, que começou em 1973, em Mean Streets. Desde então, protagonizou diversos filmes de Scorcese aclamados pela crítica. Ele ganhou o Oscar de Melhor Ator (principal) pelo filme Raging Bull (br: Touro Indomável), e foi indicado ao Oscar por Taxi Driver (1976) e Cape Fear (1991). Além disso, foi indicado a diversos prêmios por The Deer Hunter (br: O Franco Atirador), de 1978, e Awakenings (br: Tempo de Despertar), de 1990. No mesmo ano, a atuação de De Niro em Goodfellas (br: Os Bons Companheiros) lhe rendeu uma indicação ao prémio BAFTA.
Ele já recebeu quatro indicações ao Globo de Ouro de melhor ator - comédia ou musical: New York, New York, em 1977, Midnight Run (br: Fuga à Meia-Noite), de 1988, Analyze This (br: Máfia no Divã, pt: Uma Questão de Nervos), de 1999, e Meet the Parents (br: Entrando Numa Fria, pt: Uma Sogro do Pior), de 2000.
Ao longo de sua carreira, Robert De Niro recebeu diversos elogios e prêmios, sendo sua importância como artista e sua dedicação a profissão reconhecidos mundialmente, sendo amplamente considerado como um dos melhores atores da história do cinema.

## Biografia
O primeiro filme em que participou foi a produção francesa de 1965 Trois Chambres à Manhattan, de Marcel Carné. Niro fazia um papel secundário, como cliente de um restaurante. Depois participou em muitos outros filmes, com papéis maiores e menores, mas nenhum deles com grande sucesso, até que atingiu a popularidade com o seu papel em Bang the Drum Slowly (br: A Última Batalha de um Jogador), em 1973. No mesmo ano, começou a trabalhar com Scorsese, que lhe foi apresentado por Brian de Palma, no filme Mean Streets (br: Caminhos Perigosos). A partir daí, entrou em vários filmes de Scorsese como: Taxi Driver, New York, New York, Raging Bull'', The King of Comedy (br: O Rei da Comédia), Goodfellas (br: Os Bons Companheiros), Cape Fear e Cassino. Nestes filmes, de Niro representa personagens normalmente simpáticas mas emocionalmente instáveis e que revelam tendências sociopáticas.
A meio da década de 80, de Niro começou a fazer também papéis cómicos, com os quais teve bastante sucesso tais como: Brazil, Midnight Run (br: Fuga à Meia-Noite), Wag the Dog (br: Mera Coincidência), Analyze This (br: Máfia no Divã) e Meet the Parents (br: Entrando Numa Fria).

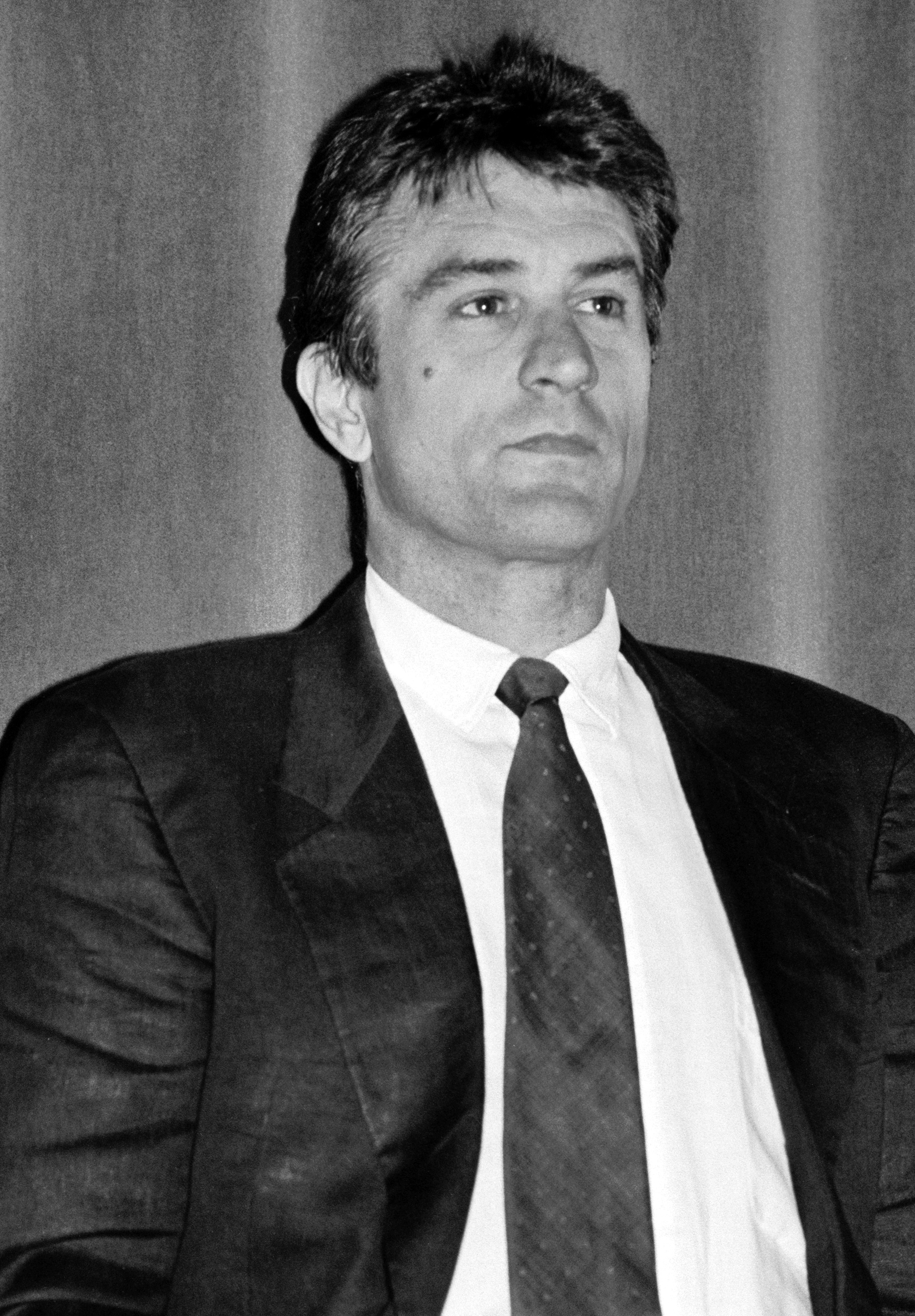
De Niro no Festival de Cinema Americano de Deauville, em 1988

De Niro é descendente de italianos, sendo também descendente de irlandeses, alemães e holandeses.[carece de fontes?] Apesar disso, o ator diz que se identifica "mais com o seu lado italiano que com os outros lados". Em outubro de 2004 cancelou uma apresentação em Roma, após as autoridades italianas o terem acusado de apresentar estereótipos negativos da sua ascendência nos seus filmes. Em dezembro do mesmo ano voltou a Roma para apresentar pela primeira vez uma exposição de arte do seu falecido pai. As mesmas autoridades, surpreendidas, disseram que não guardavam ressentimentos.[carece de fontes?]

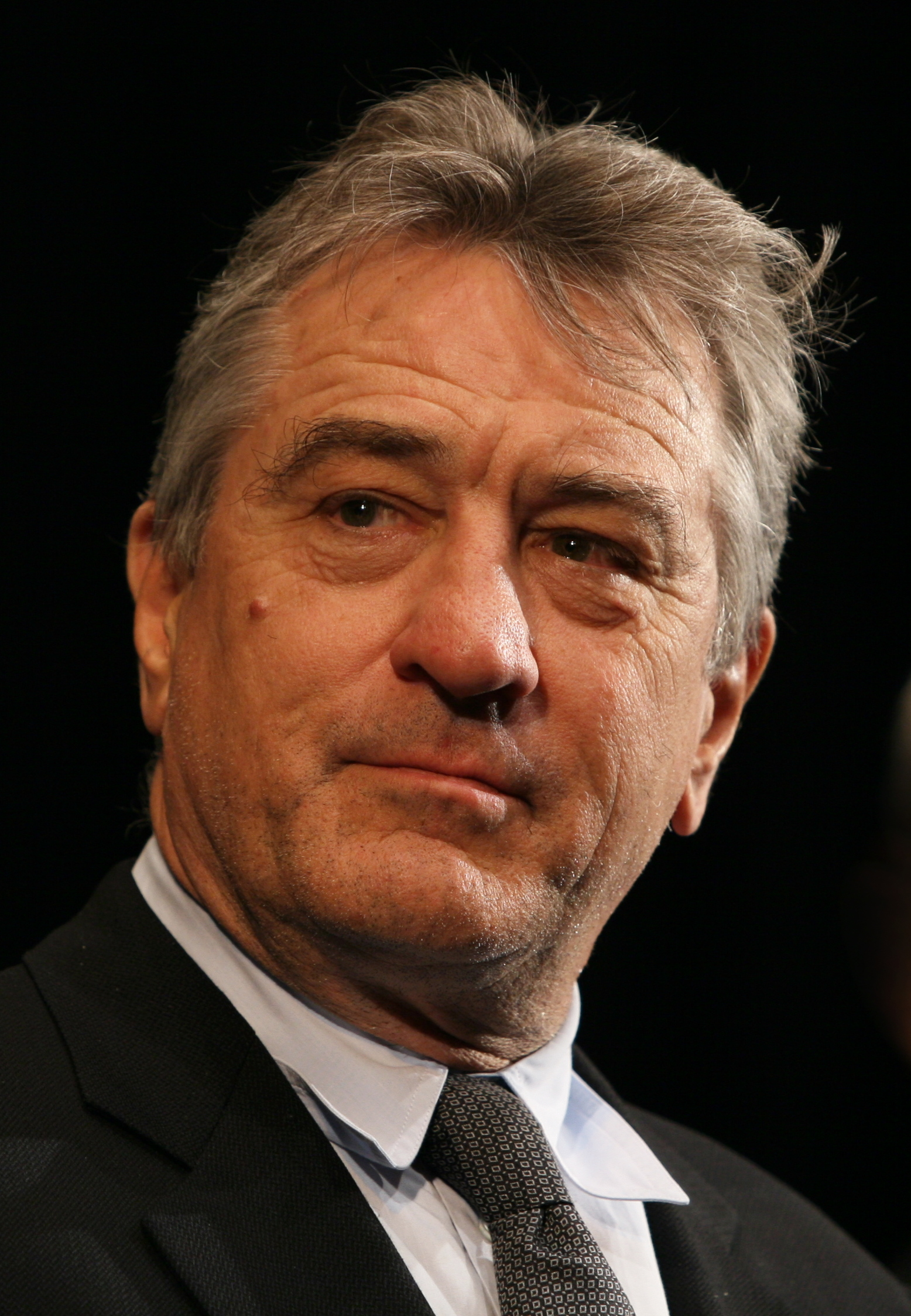
de Niro em 2008

O ator tem verdadeira paixão por Nova Iorque, particularmente pelo bairro que habita, TriBeCa, na baixa Manhattan. Desde 1989, investe na região, tendo aberto lá um restaurante, uma produtora, e, principalmente, criado o festival de cinema independente, TriBeCa Film Festival, festival que vem ganhando importância a cada ano que passa.
De Niro é muitas vezes comparado com Al Pacino, ator com o qual disputou papéis no início da carreira de ambos. Os dois trabalharam juntos em The Godfather: Part II (br: O Poderoso Chefão: Parte II), de Francis Ford Coppola, em 1974 (apesar de não terem contracenado), Heat (br: Fogo Contra Fogo), de Michael Mann, em 1995; e em Righteous Kill (br: As Duas Faces da Lei), de Jon Avnet, em 2008.
Ele é para muitos críticos o melhor ator de sua geração no quesito filmes dramáticos, precedido por Marlon Brando e sucedido por Edward Norton e Sean Penn.
Em 2007, esteve no filme de fantasia e aventura Stardust, baseada em história de Neil Gaiman, na qual contracenou pela primeira vez com a estrela Michelle Pfeiffer. Já colaborou por duas vezes com o realizador David O.Russell, primeiramente na comédia dramática Silver Linings Playbook (br: O Lado Bom da Vida) em 2012 e, posteriormente, no thriller American Hustle (br: A Trapaça) em 2013. Em 2015 prepara-se para ter uma nova colaboração com o cineasta no drama Joy, uma cinebiografia a inventora Joy Margano.
De Niro é filho do pintor americano Robert De Niro, Sr., morto em 93. Foi casado com a comissária de voo Grace Hightower de 1997 a 2018
De Niro tem sete filhos. De Diahnne Abbott tem dois, Drena e Raphael. Em 1995 teve os gémeos Julian e Aaron com a ex-namorada, a modelo e atriz Toukie Smith. De Niro é ainda pai de Elliot e Helen Grace com Grace Hightower. Em 2023, ele teve mais uma filha chamada Gia, fruto de sua relação com Tiffany Chen.
Desde 1989 possui sua própria produtora, a TriBeCa Productions. Raramente dá entrevistas e é uma das celebridades com a vida privada mais fechada. No entanto é militante do partido democrata, tendo apoiado abertamente Bill Clinton, Al Gore e Barack Obama.

### Câncer de próstata
No dia 20 de outubro de 2003, o agente de De Niro, Stan Rosenfeld, anunciou que o ator estava com câncer de próstata. De acordo com Stan, a doença foi detectada no estágio inicial e os médicos teriam garantido que haveria cura. De Niro descobriu o câncer em um exame de rotina.

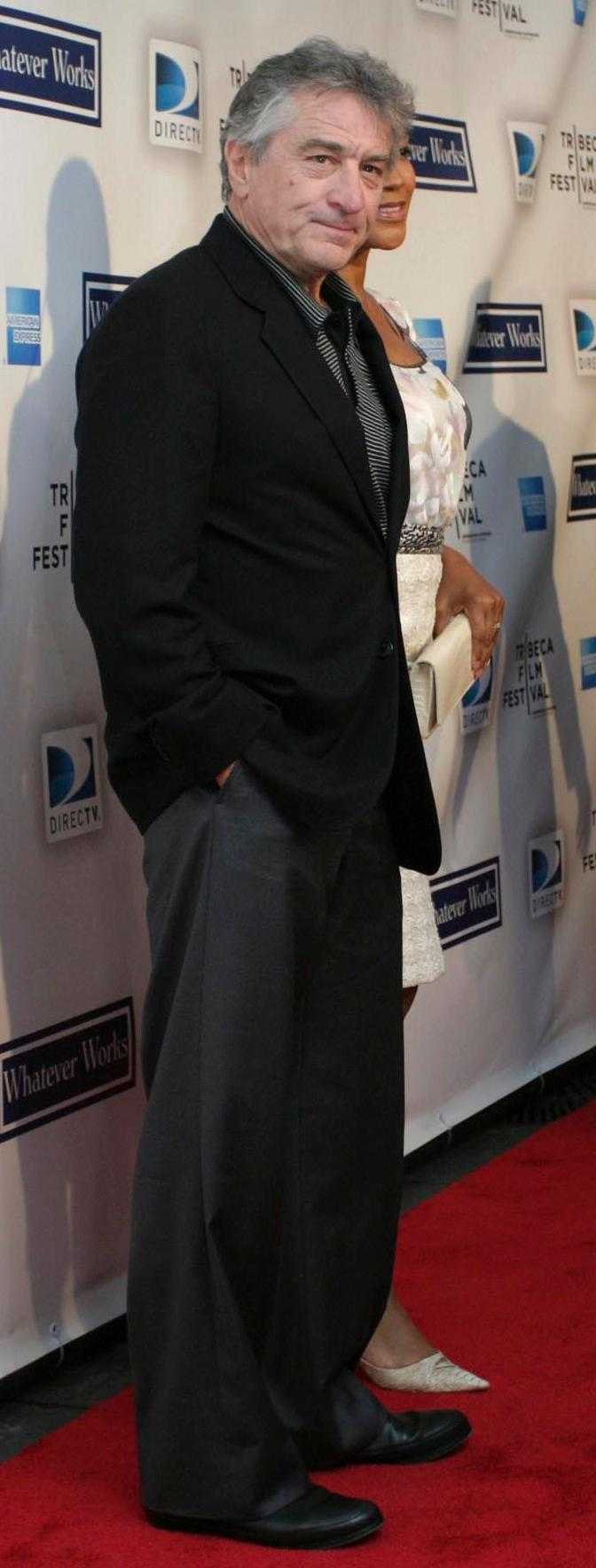
de Niro no TriBeCa Film Festival em 2009.

## Filmografia
| Títulos Originais                      | Títulos no Brasil                            | Títulos em Portugal                      | Anos | Notas    |
| -------------------------------------- | -------------------------------------------- | ---------------------------------------- | ---- | -------- |
| Trois Chambres à Manhattan             | Três Quartos em Manhattan                    |                                          | 1965 |          |
| Greetings                              | Quem anda cantando nossas mulheres           |                                          | 1968 |          |
| The Gang That Couldn't Shoot Straight  | Quase, Quase uma Máfia                       |                                          | 1971 |          |
| Mean Streets                           | Caminhos Perigosos                           | Os Cavaleiros do Asfalto                 | 1973 |          |
| The Godfather: Part II                 | Poderoso Chefão: Parte II                    | O Padrinho: Parte II                     | 1974 |          |
| 1900                                   | 1900                                         | 1900                                     | 1976 |          |
| Taxi Driver                            | Taxi Driver                                  | Táxi Driver                              | 1976 |          |
| The Last Tycoon                        | O Último Magnata                             | O Último Magnata                         | 1976 |          |
| New York, New York                     | New York, New York                           | New York, New York                       | 1977 |          |
| The Deer Hunter                        | O Franco-Atirador                            | O Caçador                                | 1978 |          |
| The Swap                               | A Cobrança                                   |                                          | 1979 |          |
| Raging Bull                            | Touro Indomável                              | O Touro Enraivecido                      | 1980 |          |
| True Confessions                       | Confissões Verdadeiras                       | A Absolvição                             | 1981 |          |
| The King of Comedy                     | O Rei da Comédia                             | O Rei da Comédia                         | 1983 |          |
| Once Upon a Time in America            | Era Uma Vez na América                       | Era Uma Vez na América                   | 1984 |          |
| Falling in Love (filme)                | Amor à Primeira Vista                        | Encontro com o Amor                      | 1984 |          |
| Brazil                                 | Brazil - O Filme                             | Brazil - O Filme                         | 1985 |          |
| The Mission                            | A Missão                                     | A Missão                                 | 1986 |          |
| Angel Heart                            | Coração Satânico                             | Nas Portas do Inferno                    | 1987 |          |
| The Untouchables                       | Os Intocáveis                                | Os Intocáveis                            | 1987 |          |
| Midnight Run                           | Fuga à Meia-Noite                            | Fuga à Meia-Noite                        | 1988 |          |
| We're No Angels                        | Não Somos Anjos                              | Ninguém é Santo                          | 1989 |          |
| Awakenings                             | Tempo de Despertar                           | Despertares                              | 1990 |          |
| Goodfellas                             | Os Bons Companheiros                         | Tudo Bons Rapazes                        | 1990 |          |
| Stanley & Iris                         | Stanley & Iris                               | Para Iris com Amor                       | 1990 |          |
| Guilty by Suspicion                    | Culpado por Suspeita                         | Na Lista Negra                           | 1991 |          |
| Backdraft                              | Cortina de Fogo                              | Mar de Chamas                            | 1991 |          |
| Cape Fear                              | Cabo do Medo                                 | O Cabo do Medo                           | 1991 |          |
| A Bronx Tale                           | Desafio no Bronx                             | Um Bairro em Nova Iorque                 | 1993 |          |
| Mad Dog and Glory                      | Uma Mulher para Dois                         | Uma Mulher entre Dois Homens             | 1993 |          |
| This Boy's Life                        | O Despertar de um Homem                      | Despertar de um Homem                    | 1993 |          |
| Mary Shelley's Frankenstein            | Frankenstein de Mary Shelley                 | Frankenstein                             | 1994 |          |
| Heat                                   | Fogo contra Fogo                             | Cidade sob Pressão                       | 1995 |          |
| Casino                                 | Cassino                                      | Casino                                   | 1995 |          |
| The Fan                                | Estranha Obsessão                            | Adepto Fanático                          | 1996 |          |
| Sleepers                               | A Vingança Adormecida                        | Sentimento de Revolta                    | 1996 |          |
| Cop Land                               | Cop Land - Cidade de Tiras                   | Zona Exclusiva                           | 1997 |          |
| Jackie Brown                           | Jackie Brown                                 | Jackie Brown                             | 1997 |          |
| Wah the Dog                            | Mera Coincidência                            | Manobras na Casa Branca                  | 1997 |          |
| Ronin                                  | Ronin                                        | Ronin                                    | 1998 |          |
| Great Expectations                     | Grandes Esperanças                           | Grandes Esperanças                       | 1998 |          |
| Analyze This                           | Máfia no Divã                                | Uma Questão de Nervos                    | 1999 |          |
| Flawless                               | Ninguém é Perfeito                           | Destino de um Ex-Combatente              | 1999 |          |
| The Adventures of Rocky and Bullwinkle | As Aventuras de Alceu e Dentinho             | As Aventuras de Rocky e Bullwinkle       | 2000 |          |
| Men of Honor                           | Homens de Honra                              | Homens de Honra                          | 2000 |          |
| Meet the Parents                       | Entrando numa Fria                           | Um Sogro do Pior                         | 2000 |          |
| 15 Minutes                             | 15 Minutos                                   | 15 Minutos                               | 2001 |          |
| The Score                              | A Cartada Final                              | Sem Saída                                | 2001 |          |
| Analyze That                           | A Máfia Volta ao Divã                        | Outra Questão de Nervos                  | 2002 |          |
| Showtime                               | Showtime                                     | Showtime                                 | 2002 |          |
| Shark Tale                             | O Espanta Tubarões                           | O Gang dos Tubarões                      | 2004 |          |
| Godsend                                | O Enviado                                    | Godsend - O Enviado                      | 2004 |          |
| Meet the Fockers                       | Entrando Numa Fria Maior Ainda               | Uns Compadres do Pior                    | 2004 |          |
| Hide and Seek                          | O Amigo Oculto                               | O Amigo Oculto                           | 2005 |          |
| The Good Shepherd                      | O Bom Pastor                                 | O Bom Pastor                             | 2006 |          |
| Stardust                               | Stardust - O Mistério da Estrela Cadente     | Stardust - O Mistério da Estrela Cadente | 2007 |          |
| Righteous Kill                         | As Duas Faces da Lei                         | A Dupla Face da Lei                      | 2008 |          |
| What Just Happened                     | Pânico em Hollywood                          | Pânico em Hollywood                      | 2008 |          |
| Everybody's Fine                       | Estão Todos Bem                              | Estão Todos Bem                          | 2009 |          |
| Machete                                | Machete                                      | Machete                                  | 2010 |          |
| Stone                                  | Stone                                        | Stone - Ninguém É Inocente               | 2010 |          |
| Little Fockers                         | Entrando Numa Fria Maior Ainda com a Família | Não há Família Pior!                     | 2010 |          |
| Limitless                              | Sem Limites                                  | Sem Limites                              | 2011 |          |
| Killer Elite                           | Os Especialistas                             | Assassino de Elite                       | 2011 |          |
| Silver Linings Playbook                | O Lado Bom da Vida                           | Guia para um Final Feliz                 | 2012 |          |
| Red Lights                             | Poder Paranormal                             | Luzes Vermelhas                          | 2012 |          |
| Being Flynn                            | Família Flynn                                | Being Flynn                              | 2012 |          |
| Killing Season                         | Temporada de Caça                            | Killing Season- Temporada de risco       | 2013 |          |
| The Family                             | A Família                                    | Malavita                                 | 2013 |          |
| Last Vegas                             | Última Viagem a Vegas                        | Last Vegas - Despedida de Arromba        | 2013 |          |
| Grudge Match                           | Ajuste de Contas                             | Grudge Match - Ajuste de Contas          | 2013 |          |
| American Hustle                        | Trapaça                                      | Golpada Americana                        | 2014 |          |
| The Intern                             | Um Senhor Estagiário                         | O Estagiário                             | 2015 |          |
| Joy (filme)                            | Joy: O Nome do Sucesso                       | Joy                                      |      |          |
| Dirty Grandpa                          | Tirando o Atraso                             |                                          | 2016 |          |
| The comedian                           |                                              |                                          | 2016 |          |
| The Wizard of Lies                     | O Mago das Mentiras                          |                                          | 2017 |          |
| Bohemian Rhapsody (filme)              |                                              |                                          | 2018 |          |
| The Irishman                           | O Irlandês                                   | O Irlandês                               | 2019 |          |
| Joker (filme)                          | Coringa                                      | Joker                                    | 2019 |          |
| Artemis Fowl                           |                                              |                                          | 2020 | Produtor |
| The War with Grandpa                   | Em Guerra com o Vovô                         |                                          | 2020 |          |
| The Comeback Trail                     | Vigaristas em Hollywood                      |                                          | 2020 |          |

## Principais prêmios e indicações

### Oscar
| Ano  | Categoria               | Filme                      | Resultado |
| ---- | ----------------------- | -------------------------- | --------- |
| 2024 | Melhor Ator Coadjuvante | Killers of the Flower Moon | Indicado  |
| 2020 | Melhor Filme            | The Irishman               | Indicado  |
| 2013 | Melhor Ator Coadjuvante | Silver Linings Playbook    | Indicado  |
| 1992 | Melhor Ator Principal   | Cape Fear                  | Indicado  |
| 1991 | Melhor Ator Principal   | Awakenings                 | Indicado  |
| 1981 | Melhor Ator Principal   | Raging Bull                | Venceu    |
| 1979 | Melhor Ator Principal   | The Deer Hunter            | Indicado  |
| 1977 | Melhor Ator Principal   | Taxi Driver                | Indicado  |
| 1975 | Melhor Ator Coadjuvante | The Godfather: Part II     | Venceu    |

#### Emmy Awards
| Ano  | Categoria                                 | Minissérie/Série/Telefilme       | Resultado |
| ---- | ----------------------------------------- | -------------------------------- | --------- |
| 2019 | Melhor Ator Convidado em Série de Comédia | Saturday Night Live              | Indicado  |
| 2019 | Melhor Série Limitada                     | When They See Us (como produtor) | Indicado  |
| 2017 | Melhor Série Limitada                     | The Wizard of Lies               | Indicado  |
| 2017 | Melhor Ator em Minissérie ou Telefilme    | The Wizard of Lies               | Indicado  |

#### Globo de Ouro
| Ano  | Categoria                                  | Filme                      | Resultado |
| ---- | ------------------------------------------ | -------------------------- | --------- |
| 2024 | Melhor Ator Coadjuvante em Cinema          | Killers of the Flower Moon | Indicado  |
| 2020 | Melhor Filme - Drama                       | The Irishman               | Indicado  |
| 2018 | Melhor Ator em Minissérie ou Telefilme     | The Wizard of Lies         | Indicado  |
| 2011 | Prêmio Cecil B. DeMille                    | Pelo Conjunto da Obra      | Venceu    |
| 2002 | Melhor Ator em Cinema - Comédia ou Musical | Meet the Parents           | Indicado  |
| 2001 | Melhor Ator em Cinema - Comédia ou Musical | Analyze This               | Indicado  |
| 1992 | Melhor Ator em Cinema - Drama              | Cape Fear                  | Indicado  |
| 1990 | Melhor Ator em Cinema - Comédia ou Musical | Midnight Run               | Indicado  |
| 1981 | Melhor Ator em Cinema - Drama              | Raging Bull                | Venceu    |
| 1978 | Melhor Ator em Cinema - Comédia ou Musical | New York, New York         | Indicado  |
| 1979 | Melhor Ator em Cinema - Drama              | The Deer Hunter            | Indicado  |
| 1977 | Melhor Ator em Cinema - Drama              | Taxi Driver                | Indicado  |

#### BAFTA
| Ano  | Categoria               | Filme                      | Resultado |
| ---- | ----------------------- | -------------------------- | --------- |
| 2024 | Melhor Ator Coadjuvante | Killers of the Flower Moon | Indicado  |
| 2020 | Melhor Filme            | The Irishman               | Indicado  |
| 1990 | Melhor Ator Principal   | Goodfellas                 | Indicado  |
| 1983 | Melhor Ator Principal   | The King of Comedy         | Indicado  |
| 1980 | Melhor Ator Principal   | Raging Bull                | Indicado  |
| 1978 | Melhor Ator Principal   | The Deer Hunter            | Indicado  |
| 1976 | Melhor Ator Principal   | Taxi Driver                | Indicado  |
| 1974 | Melhor Ator Revelação   | The Godfather: Part II     | Indicado  |

#### SAG Awards
| Ano  | Categoria                              | Filme                      | Resultado |
| ---- | -------------------------------------- | -------------------------- | --------- |
| 2024 | Melhor Ator Coadjuvante                | Killers of the Flower Moon | Indicado  |
| 2024 | Melhor Elenco em Cinema                | Killers of the Flower Moon | Indicado  |
| 2020 | Melhor Elenco em Cinema                | The Irishman               | Indicado  |
| 2020 | Lifetime Achievement Award             | Pelo Conjunto da Obra      | Venceu    |
| 2018 | Melhor Ator em Minissérie ou Telefilme | The Wizard of Lies         | Indicado  |
| 2013 | Melhor Ator Coadjuvante                | Silver Linings Playbook    | Indicado  |
| 2013 | Melhor Elenco                          | Silver Linings Playbook    | Indicado  |
| 1997 | Melhor Elenco                          | Marvin's Room              | Indicado  |